# Ligne 4 du métro de Pékin
La ligne 4 est l'une des 25 lignes du réseau métropolitain de Pékin, en Chine.

## Historique
Les travaux de construction débutent en 2004 et la ligne est ouverte à la circulation le 28 septembre 2009.

## Tracé et stations
La ligne circule sur 28 km de Anheqiao Nord au nord-ouest à Xingong au sud. Au delà, certains trains utilisent  la ligne suburbaine Daxing. Elle est en correspondance avec les lignes 1, 2, 6, 7, 9, 10, 13, 14, 16, 19 et Daxing.

## Exploitation
Contrairement à la plupart des lignes du métro de Pékin construites et gérées par l'État, la ligne 4 (comme les lignes 14 et 16) a été construite et est exploitée par la société Beijing MTR Corporation Limited, une coentreprise entre MTR Corporation, société qui exploite le métro de Hong Kong, Beijing Capital Group (BCG) et Beijing Infrastructure Investment Co. (BIIC). Les deux premières détiennent chacune 49 % du capital et BIIC les 2 % restants.

## Sites desservis
La ligne dessert l'ancien Palais d'Été à la station Yuánmíngyuán Zhàn et le palais d'Été à la station Beigongmen.